# Molango de Escamilla
Molango de Escamilla är en kommun i Mexiko.   Den ligger i delstaten Hidalgo, i den sydöstra delen av landet, 160 km norr om huvudstaden Mexico City.
Följande samhällen finns i Molango de Escamilla:
- Molango
- Cuxhuacan
- Ixmolintla
- Pemuxtitla
- Temacuil
- Molocotlán